# Dendranthema lavandulifolium
Dendranthema lavandulifolium là một loài thực vật có hoa trong họ Cúc. Loài này được (fischer ex Trautv.) Kitam. mô tả khoa học đầu tiên năm 1978.